# 海岸沿海线工业
海岸沿海线工业公司（英語：Seaboard Coast Line Industries, Inc.，简称：SCLI）是美国一家经营铁路运输业务的控股公司，它的前身是1968年8月1日在弗吉尼亚州成立的SCL工业公司（英語：SCL Industries, Inc.），后于1969年2月5日更名为海岸沿海线工业公司，并于1969年5月9日改为在特拉华州进行商业注册。该公司总部位于佛罗里达州杰克逊维尔。主要资产包括其子公司海岸沿海线铁路、路易斯维尔和纳什维尔铁路以及若干小型铁路运营商。
1972年，在海岸沿海线工业公司的主导下，旗下的海岸沿海线铁路，路易斯维尔和纳什维尔铁路、乔治亚铁路、亚特兰大和西点铁路、阿拉巴马西部铁路和克林奇菲尔德铁路，联合组成“家族铁路系统”（Family Lines System）。虽然“家族铁路”只是一个市场推广策略，而不是正式的企业或法律实体，但这一品牌统一了各公司的形象，并在车厢和设备上采用统一的标志和涂装。截至1979年，家族铁路系统的铁路网络覆盖13个州份，总里程达16,326英里（26,274公里）。
1980年9月24日，美国州际商务委员会正式宣布，同意海岸沿海线工业公司与切西系统公司（Chessie System, Inc.）合并。1980年11月1日，两家铁路控股公司正式实施合并，合并是通过授权一家新的控股公司——CSX公司来实现，CSX公司通过股票交换获得对切西系统和海岸沿海线工业的控制权。根据合并协议，切西系统的每股普通股转换为一股CSX普通股，海岸沿海线工业的每股普通股转换为1.324股CSX普通股。切西系统的主席兼总裁海斯·托马斯·沃特金斯（Hays T. Watkins）成为CSX的总裁，而海岸沿海线工业的主席帕尔默·弗朗西斯·奥斯本（Prime F. Osborn）成为CSX的主席。尽管两者旗下的铁路公司仍以独立的形式营运，但CSX的成立标志着美国东南部铁路行业的大规模整合进入尾声。1982年12月29日，所有家族铁路系统的公司正式合并，组成新的海岸系统铁路，结束了“家族铁路”作为独立品牌的历史。这一整合进一步减少了管理成本，提高了营运效率，为最终的大规模铁路合并奠定了基础。
1986年7月1日，海岸铁路系统更名为CSX运输（CSX Transportation），正式成为CSX公司的核心铁路部门。1987年8月31日，CSX完成对切西系统的合并。这一系列整合标志着海岸沿海线工业公司最终融入CSX体系，成为美国铁路运输网络的重要组成部分。合并后的CSX成为当时美国最大的铁路网络，覆盖22个州份、华盛顿哥伦比亚特区及加拿大安大略省，总里程达27,000英里。原来的切西系统以东西向铁路为主，连接东部煤矿区与俄亥俄州、密歇根州的工业带，而海岸铁路系统则以南北向铁路为主，沿东海岸延伸至佛罗里达。两者的结合形成了连接东北工业区、五大湖地区和东南部的铁路系统，为货主提供了更多直达运输选择。